# Premio Bram Stoker al romanzo d'esordio
Il premio Bram Stoker al romanzo d'esordio (Bram Stoker Award for Superior Achievement in a First Novel) è un premio letterario assegnato dal 1987 dalla Horror Writers Association (HWA) ad un romanzo dell'orrore d'esordio di «qualità superiore» (Superior Achievement in a First Novel e non Best First Novel).

## Albo d'oro
L'anno si riferisce al periodo di pubblicazione preso in considerazione, mentre i premi sono assegnati l'anno successivo.
I vincitori sono indicati in grassetto, a seguire gli altri candidati.

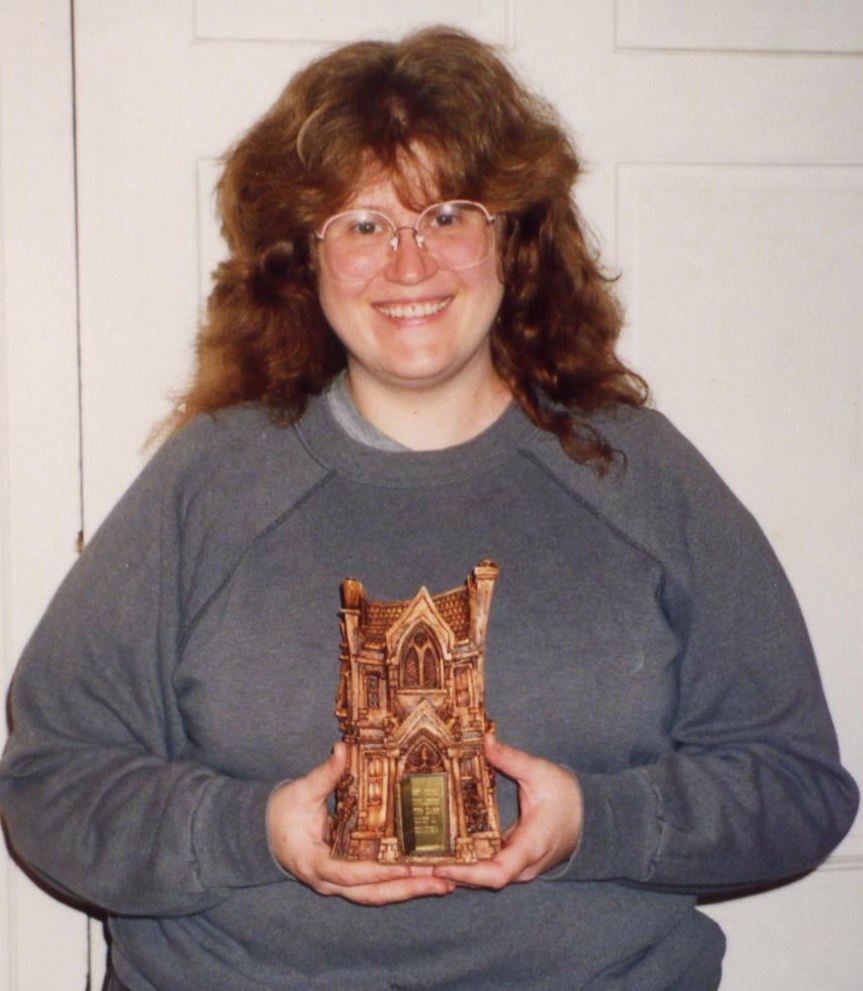
Nancy A. Collins con il premio Bram Stoker

### Anni 1987-1989
- 1987: The Manse di Lisa Cantrell
  - Gioco dannato (The Damnation Game) di Clive Barker
  - Slob di Rex Miller
  - The Harvest Bride di Tony Richards
  - Excavation di Steve Rasnic Tem
- 1988: The Suiting di Kelley Wilde
  - Resurrection, Inc. di Kevin J. Anderson
  - Fear Book di John L. Byrne
  - Deliver Us from Evil di Alan Lee Harris
  - Cities of the Dead di Michael Paine
  - Demon Night di J. Michael Straczynski
- 1989: Occhiali da Sole dopo il Tramonto (Sunglasses After Dark) di Nancy A. Collins
  - Goat Dance di Douglas Clegg
  - The Dwelling di Tom Elliott
  - The Lilith Factor di Jean Paiva
  - Laying the Music to Rest di Dean Wesley Smith

### Anni 1990-1999
- 1990: The Revelation di Bentley Little
  - Nightblood di T. Chris Martindale
  - Padre delle Tenebre (Dark Father) di Tom Piccirilli
  - Blood of the Children di Alan Rodgers
- 1991: The Cipher di Kathe Koja ex aequo Prodigal di Melanie Tem
  - Winter Scream di Chris Curry e L. Dean James
  - Wilderness di Dennis Danvers
  - Unearthed di Ashley McConnell
- 1992: Sineater di Elizabeth Massie
  - Lost Souls di Poppy Z. Brite
  - Beauty di Brian D'Amato
  - Less Than Human di Gary Raisor
  - The Holy Terror di Wayne Allen Sallee
- 1993: The Thread that Binds the Bones di Nina Kiriki Hoffman
  - Afterage di Yvonne Navarro
  - Created By di Richard Christian Matheson
  - Suckers di Anne Billson
  - Wet Work di Philip Nutman
- 1994: Grave Markings di Michael A. Arnzen
  - The Black Mariah di Jay Bonansinga
  - Deadweight di Robert Devereaux
  - Near Death di Nancy Kilpatrick
- 1995: The Safety of Unknown Cities di Lucy Taylor
  - Diary of a Vampire di Gary Bowen
  - The Between di Tananarive Due
  - Madeleine's Ghost di Robert Girardi
  - Wyrm Wolf di Edo van Belkom
- 1996: Crota di Owl Goingback
  - Flute Song di Donald Burleson
  - Horror Show di Greg Kihn
  - Dead Heat di Del Stone
- 1997: Lives of the Monster Dogs di Kirsten Bakis
  - The Art of Arrow Cutting di Stephen Dedman
  - Hungry Eyes di Barry Hoffman
  - Drawn to the Grave di Mary Ann Mitchell
  - The Inquisitor di Mary Murrey
- 1998: Dawn Song di Michael Marano
  - Night Prayers di P.D. Cacek
  - This Symbiotic Fascination di Charlee Jacob
  - Silk di Caitlin R. Kiernan
- 1999: Wither di J.G. Passarella
  - Widow's Walk di Steve Beai
  - Tutto ciò che muore (Every Dead Thing) di John Connolly
  - Un regno in ombra (King Rat) di China Miéville

### Anni 2000-2009
- 2000: The Licking Valley Coon Hunters Club di Brian A. Hopkins
  - Nailed by the Heart di Simon Clark
  - Casa di foglie (House of Leaves) di Mark Z. Danielewski
  - Corri! (Run) di Douglas E. Winter
- 2001: Deadliest of the Species di Michael Oliveri
  - Phantom Feast di Diana Barron
  - Skating on the Edge di d.g.k. goldberg
  - Riverwatch di Joe Nassise
- 2002: Amabili resti (The Lovely Bones) di Alice Sebold
  - The Blues Ain't Nothin' di Tina Jens
  - Atmosphere di Michael Laimo
  - The Red Church di Scott Nicholson
- 2003: The Rising di Brian Keene
  - Wolf's Trap di William D. Gagliani
  - Monstrocity di Jeffrey Thomas
  - Veniss Underground di Jeff Vandermeer
- 2004: Covenant di John Everson ex aequo Stained di Lee Thomas
  - Black Fire di James Kidman
  - Move Under Ground di Nick Mamatas
- 2005: Scarecrow Gods di Weston Ochse
  - The Hides di Kealan Patrick Burke
  - Siren Promised di Alan M. Clark e Jeremy Robert Johnson
- 2006: Ghost Road Blues di Jonathan Maberry
  - The Keeper di Sarah Langan
  - Bloodstone di Nate Kenyon
  - The Harrowing di Alexandra Sokoloff
- 2007: La scatola a forma di cuore (Heart-Shaped Box) di Joe Hill
  - I Will Rise di Michael Louis Calvillo
  - The Memory Tree di John R. Little
  - The Hollower di Mary SanGiovanni
- 2008: The Gentling Box di Lisa Mannetti
  - Midnight on Mourn Street di Christopher Conlon
  - Monster Behind the Wheel di Michael McCarty e Mark McLaughlin
  - I predatori del suicidio (The Suicide Collectors) di David Oppegaard
  - Frozen Blood di Joel A. Sutherland
- 2009: Damnable di Hank Schwaeble
  - Breathers di S.G. Browne
  - Solomon's Grave di Daniel G. Keohane
  - The Little Sleep di Paul Tremblay

### Anni 2010-2019
- 2010: Black and Orange di Benjamin Kane Ethridge ex aequo Castle of Los Angeles di Lisa Morton
  - A Book of Tongues di Gemma Files
  - Spellbent di Lucy Snyder
- 2011: Isis Unbound di Allyson Bird
  - Southern Gods di John Hornor Jacobs
  - The Lamplighters di Frazer Lee
  - The Panama Laugh di Thomas Roche
  - That Which Should Not Be di Brett J. Talley
- 2012: Life Rage by L. L. Soares
  - Charlotte Markham and the House of Darkling by Michael Boccacino
  - Wide Open by Deborah Coates
  - The Legend of the Pumpkin Thief by Charles Day
  - A Requiem for Dead Flies by Peter Dudar
  - Bad Glass by Richard Gropp
- 2013: The Evolutionist by Rena Mason
  - Candy House by Kate Jonez
  - The Year of the Storm by John Mantooth
  - Redheads by Jonathan Moore
  - Stoker's Manuscript by Royce Prouty
- 2014: Mr. Wicker di Maria Alexander
  - Bird Box di Josh Malerman
  - Divorati (Consumed) di David Cronenberg
  - Foresake di J. D. Barker
  - Return of the Mothman di Michael Knost
- 2015: Mr. Suicide di Nicole Cushing
  - Shutter di Courtney Alameda
  - We Are Monsters di Brian Kirk
  - Hannahwhere di John McIlveen
  - Riding the Centipede di John Claude Smith
- 2016: Haven di Tom Deady
  - The Apothecary’s Curse di Barbara Barnett
  - Hollow House di Greg Chapman
  - Mayan Blue di Michelle Garza & Melissa Lason
  - The Eighth di Stephanie M. Wytovich
- 2017: Cold Cuts di Robert Payne Cabeen
  - In The Valley Of the Sun di Andy Davidson
  - What Do Monsters Fear? di Matt Hayward
  - The Boulevard Monster di Jeremy Hepler
  - Kill Creek di Scott Thomas
- 2018: The Rust Maidens di Gwendolyn Kiste
  - What Should Be Wild di Julia Fine
  - I Am the River di T.E. Grau
  - Baby Teeth di Zoje Stage
  - The Moore House di Tony Tremblay
- 2019: The Bone Weaver's Orchard di Sarah Read
  - Dear Laura di Gemma Amor
  - Doorways to the Deadeye di Eric J. Guignard
  - Invisible Chains di Michelle Renee Lane
  - The Luminous Dead di Caitlin Starling

### Anni 2020-2029
- 2020: The Fourth Whore di EV Knight
  - The Taxidermist’s Lover di Polly Hall
  - The Return di Rachel Harrison
  - Tome di Ross Jeffery
  - True Story di Kate Reed Petty

- 2021: Queen of Teeth di Hailey Piper
  - Helminth di S. Alessandro Martinez
  - When the Reckoning Comes di LaTanya McQueen
  - Rabbits di Terry Miles
  - The Forest di Lisa Quigley
  - Tidepool di Nicole Willson

- 2022: Beulah di Christi Nogle[1]
  - Jackal di Erin Adams
  - The Hacienda di Isabel Cañas
  - Black Tide di K. C. Jones
  - All the White Spaces di Ally Wilkes[2]